# Plaza de España (Santo Domingo)
Plaza de España, o Plaza de la Hispanidad, è una piazza pubblica sita nel quartiere storico della città coloniale di Santo Domingo, nella Repubblica Dominicana. Sul lato nord si trova lo storico Alcázar de Colón risalente al 1514, mentre sul lato sud il Museo de las Casas Reales costruito nel 1511.
La piazza è un punto d'incontro molto popolare in città ed è circondata da un'ampia varietà di ristoranti e terrazze all'aperto. Date le sue grandi dimensioni, è anche un luogo popolare per concerti e festival.

## Descrizione
Sul lato nordest della piazza si trova l'Alcázar de Colón, che risale al 1514 ed è il museo più visitato del paese. Al centro si trova una statua di Nicolás de Ovando, governatore di Hispaniola, che ordinò la ricostruzione della città. Sul lato sud della piazza si trova il Museo de las Casas Reales costruito nel 1511 per ordine del re Ferdinando II d'Aragona al fine di ospitare gli uffici amministrativi delle province spagnole in America. Ad est della piazza c'è il fiume Ozama.

## Storia
Quando fu costruita all'inizio del XVI secolo, Plaza de España era un importante punto di incontro per la vita sociale delle prime famiglie spagnole della città. La piazza era il centro commerciale e sociale di Santo Domingo.
Attorno ad essa furono costruite diverse case nel corso dell'Ottocento.
Nel 1990 la piazza venne ristrutturata a seguito dell'inserimento della città coloniale tra i patrimoni dell'Umanità dell'UNESCO. Nell'ambito di questa ristrutturazione venne rimossa la fontana al centro della piazza.